# Mútvytsia
Mútvytsia (ucraniano: Му́твиця) es un pueblo de Ucrania, constituido administrativamente como una pedanía del asentamiento de tipo urbano de Zarichne, en el raión de Varash de la óblast de Rivne.
En 2001, el pueblo tenía una población de 630 habitantes.
Se ubica unos 2 km al este de Morochne, sobre la carretera P76 que lleva a Zarichne.

## Historia
Antes de la fundación del actual municipio de Zarichne en 2020, el pueblo era una pedanía del consejo rural de Morochne, en el raión de Zarichne.